# Безобразова, Марика
Мари́ка Безобра́зова (фр. Marika Besobrasova; 4 августа 1918, Ялта — 25 апреля 2010, Монте-Карло) — монегасская танцовщица и балетмейстер русского происхождения. Была основателем и руководителем Академии классического танца принцессы Грейс в Монте-Карло.

## Биография

### Ранняя жизнь
Мария Михайловна Безобразова родилась 4 августа 1918 года в Ялте. Её семья происходила из Санкт-Петербурга. Дедушка Марики, В. М. Безобразов, был генералом, командующим гвардией царя Николая II в 1915—1916 годах, а бабушка, графиня Надежда Владимировна Стенбок-Фермор, была фрейлиной жены Александра III Марии Федоровны.
Отец Безобразовой воевал в Белой армии, прежде чем ему пришлось бежать с семьей в Европу. Безобразовой был всего год, когда её семья оказалась в эмиграции. Их первой остановкой стал Константинополь.Там семья пробыла на пристани 40 дней, в результате чего девочка заболела двусторонней пневмонией и двойным плевритом с последующей операцией. Покинув Константинополь, семья ненадолго остановилась в Венеции и отправилась дальше, поселилась в Дании. Из-за тяжёлого климата было принято решение уехать на юг Франции. С 9 лет Безобразова посещала русский лицей в Ницце.

### Карьера и деятельность
В 12 лет получила первые уроки балета у Юлии Седовой-Ильиной в Ницце. В 15 лет начала свою профессиональную карьеру в балетной труппе оперного театра в Монте-Карло. В 1935 году, в возрасте 17 лет, её заметил импресарио Рене Блюм и она стала участницей «Русского балета Монте-Карло» под управлением Михаила Михайловича Фокина. Безобразова отзывалась о М. М. Фокине как о первом гении, которого она встретила.
В 1940 году основала Балет Марики Безобразовой в Каннах. Между 1947 и 1949 годами работала штатным педагогом балета маркиза де Куэваса и посещала балет Елисейских Полей, где работала до 1951 года.
По здоровью рано оставила сцену и в 1952 году открыла собственную балетную школу в Монте-Карло под названием «Школа классического танца Монте-Карло». Несмотря на то, что подготовка в школе всегда уже основывалась на российских методиках, в 1960-е годы Безобразова разработала систему обучения, состоящую из 11-летней программы. Основанная на методике Агриппины Яковлевны Вагановой с сильным влиянием французской школы, эта программа обучения в настоящее время используется учителями классического танца в нескольких странах.
С 1966 года, помимо своей школы в Монте-Карло, Безобразова возглавляла и школу балета при оперном театре в Цюрихе, а также балет оперы в Риме как педагог. Пользовалась большим авторитетом по всей Европе, с 1970 года тесно сотрудничала со Штутгартским балетом. В 1971 году поставила Гран па из балета «Пахита» в сотрудничестве со своим другом Рудольфом Хаметовичем Нуреевым для Американского театра балета. В течение многих лет она была членом жюри «Migros Culture Percentage Scholarship», а также частым членом жюри международных танцевальных конкурсов.
В 1974 году князь Монако Ренье III подарил Безобразовой виллу Casa Mia в Монте-Карло, в которой с тех пор располагалась её танцевальная академия. В следующем, 1975 году, школа Безобразовой была переименована в Академию классического танца принцессы Грейс. Поскольку именно княжеская семья предоставила помещение для её балетной школы, в некоторых источниках Грейс Келли, также известная как принцесса Монако Грейс, названа основательницей её школы. Безобразова оставалась главой школы вплоть до своей смерти.
Среди известных учеников Марики Безобразовой следует упомянуть принцессу Монако Каролину Монакскую, южнокорейскую балерину Кан Сью Джин, ирландскую танцовщицу и художественного руководителя Ирландского национального молодёжного балета Кэтрин Льюис, французскую актрису Натали Бай, ирландскую балерину Джейн Магейн, хореографа и художественного руководителя Балета Бежара в Лозанне Хиль Роман, танцовщицу и руководителя балета Сиднейской оперы Майну Гилгуд, хореографа и руководителя «Aterballetto» Амедео Амодио, директора «Balletto di Puglia» Тони Канделоро, директора «Балет Апулии Тони Канделоро» Жиля Ласаро, солиста Ролана Пети, танцовщицу Франческу Спози и других.

### Личная жизнь
Была замужем за Роже-Феликсом Медецином.

### Смерть
Скончалась 24 апреля 2010 года в больнице Монте-Карло в возрасте 91 года.